# DPolG Bundespolizeigewerkschaft
Die DPolG Bundespolizeigewerkschaft e. V. (DPolG BPOLG) ist eine gewerkschaftliche Organisation für die Bundespolizei und andere Sicherheitsorgane des Bundes mit Sitz in Berlin. Sie ist Mitglied der Deutschen Polizeigewerkschaft im DBB (DPolG), über diese Mitglied im DBB Beamtenbund und Tarifunion sowie in der Europäischen Polizeiunion (epu).
Sie steht in Konkurrenz zum Bezirk Bundespolizei der Gewerkschaft der Polizei, die dem Dachverband des Deutschen Gewerkschaftsbundes (DGB) angehört.

## Geschichte
Die DPolG Bundespolizeigewerkschaft ist am 7. Oktober 2011 durch Verschmelzung der Bundespolizeigewerkschaft bgv und dem DPolG, Fachverband Bundespolizei, neu gegründet worden. Die Delegierten der beiden Gewerkschaften hatten dem Verschmelzungsantrag mit überwältigender Mehrheit zugestimmt. Die DPolG Bundespolizeigewerkschaft steht in der Tradition des 1951 gegründeten Bundesgrenzschutzverbandes und der 1990 gegründeten DPolG, Fachverband Bundespolizei und setzt deren Arbeit fort.
Mit der Umbenennung des Bundesgrenzschutzes per 1. Juli 2005 in Bundespolizei hat sich der vormalige Bundesgrenzschutzverband (bgv) ebenfalls umbenannt. Dessen langjähriger Vorsitzender Knut Paul gab sein Amt an den bereits pensionierten und letzten Vorsitzenden Rüdiger Redwisch ab.
Der ehemalige DPolG, Fachverband Bundespolizei wurde durch den Vorsitzenden Hans Joachim Zastrow geführt. Hauptsitz dieses Fachverbandes innerhalb der DPolG war Lübeck.
Die Gewerkschaft wurde von 2011 bis 2019 von Ernst G. Walter geführt. Seit Oktober 2019 ist Heiko Teggatz der Bundesvorsitzende der DPolG Bundespolizeigewerkschaft. Erster Stellvertreter ist Manuel Ostermann.